# Thiotepa
Le thiotépa est un médicament anticancéreux de type alkylant et vendu sous le nom de marque Tepadina.

## Usage médical
Il est principalement utilisé pour traiter le cancer. Cela comprend la vessie, le sein, les ovaires et le lymphome. 
Il est également utilisé comme collyre, pour le ptérygion.

## Effets secondaires
Les effets secondaires de ce médicament comprennent une faible numération globulaire, une maladie du greffon contre l’hôte, du sang dans les urines ou une inflammation des muqueuses. D’autres effets secondaires peuvent inclure un cancer supplémentaire ou une anaphylaxie. L'utilisation de ce médicament pendant la grossesse peut nuire au fœtus. 

## Historique
Le médicament  a été approuvé pour un usage médical aux États-Unis en 1959. Il a été approuvé en Europe en 2010, bien qu'il ait été utilisé pendant des décennies avant cela. Aux États-Unis, le prix est d'environ 3 600 dollars pour 100 mg.